# Formosotoxotus auripilosus
Formosotoxotus auripilosus är en skalbaggsart som först beskrevs av Tadao Kano 1933.  Formosotoxotus auripilosus ingår i släktet Formosotoxotus och familjen långhorningar.
Artens utbredningsområde är Taiwan. Inga underarter finns listade i Catalogue of Life.